# Поркероль
Поркероль (фр. Île de Porquerolles) — найбільший острів архіпелагу Єрські острови (фр. Îles d'Hyères, також Золоті острови фр. Îles d’or). Розташований біля французького середземноморського узбережжя в районі Лазурового берега неподалік від міста Тулон.

## Короткий опис
На Поркероль можна потрапити за кілька хвилин кораблем з півострова Ж'ян та інших причалів на узбережжі. Поркероль розташоване на тій самій широті, що й півострів Кап Корс на півночі Корсики. Площа острова 1254 га. Довжина острова — 7,5 км, ширина — 3 км, найвища точка — 142 м над рівнем моря. З північного боку острова є невелика гавань та містечко з 350 жителями. Острівна церква −1849-1851 років.
На північній стороні острова є мальовничі пляжі, південне узбережжя не надто придатне для купання через стрімкий берег. На південному краю острова стоїть старий маяк, відкритий для відвідувачів.
У новий час острів був заселений у XIX столітті колишніми солдатами Наполеона. До кінця 1930-их років острів належав бельгійському інженерові Жану-Франсуа-Жозефу Фурньє, який правив на острові як князь.
1971 року дружина президента Жоржа Помпіду переконала свого чоловіка придбати острів для французької держави. Острів опинився під захистом Національного парку Пор-Кро та Державного інституту морської ботаніки (фр. Conservatoire Botanique National Méditerranéen de Porquerolles). Тож, попри численних туристів, острів зберіг свій первісний характер.
Для захисту від лісових пожеж смуга лісу по периметру була очищена від дерев і здана в оренду ельзаському виноробові, що виробляє з місцевого винограду вино марки «Домен де ла Куртад» (фр. Domaine de la Courtade), яке є дуже популярним.
Про давнішу історію острова нагадують залишки фортифікаційних споруд та форт Сент-Агат, що височіє над островом. На морському дні біля острова було знайдено чимало предметів античного часу.
На острові Поркероль розгортаються події двох романів Жоржа Сіменона: «Мій друг Меґре» (фр. Mon ami Maigret) та «Родинне коло Мае» (фр. Le cercle des Mahé).

## Клімат
Особливості клімату подано у таблиці:
| Клімат Поркероль (1981–2010) | Клімат Поркероль (1981–2010) | Клімат Поркероль (1981–2010) | Клімат Поркероль (1981–2010) | Клімат Поркероль (1981–2010) | Клімат Поркероль (1981–2010) | Клімат Поркероль (1981–2010) | Клімат Поркероль (1981–2010) | Клімат Поркероль (1981–2010) | Клімат Поркероль (1981–2010) | Клімат Поркероль (1981–2010) | Клімат Поркероль (1981–2010) | Клімат Поркероль (1981–2010) | Клімат Поркероль (1981–2010) |
| Показник                     | Січ.                         | Лют.                         | Бер.                         | Квіт.                        | Трав.                        | Черв.                        | Лип.                         | Серп.                        | Вер.                         | Жовт.                        | Лист.                        | Груд.                        | Рік                          |
| Абсолютний максимум, °C      | 20,0                         | 22,0                         | 23,5                         | 26,8                         | 30,6                         | 34,1                         | 37,0                         | 38,5                         | 33,1                         | 29,2                         | 24,8                         | 22,5                         | 38,5                         |
| Середній максимум, °C        | 12,9                         | 13,1                         | 15,5                         | 17,4                         | 21,6                         | 25,3                         | 28,2                         | 28,5                         | 25,3                         | 21,0                         | 16,2                         | 13,3                         | 19,9                         |
| Середня температура, °C      | 10,0                         | 10,0                         | 12,0                         | 13,8                         | 17,7                         | 21,1                         | 24,0                         | 24,3                         | 21,4                         | 17,8                         | 13,3                         | 10,7                         | 16,4                         |
| Середній мінімум, °C         | 7,2                          | 6,8                          | 8,5                          | 10,2                         | 13,8                         | 17,0                         | 19,7                         | 20,1                         | 17,5                         | 14,6                         | 10,4                         | 8,0                          | 12,9                         |
| Абсолютний мінімум, °C       | −7                           | −10                          | −5,8                         | 2,0                          | 6,4                          | 9,0                          | 10,2                         | 11,5                         | 10,0                         | 3,5                          | −1,2                         | −2                           | −10                          |
| Норма опадів, мм             | 64.9                         | 45.9                         | 40.3                         | 61.3                         | 36.5                         | 28.9                         | 7.7                          | 16.4                         | 57.8                         | 91.0                         | 77.0                         | 68.5                         | 596.2                        |
| Днів з опадами               | 6,0                          | 5,1                          | 4,2                          | 6,9                          | 4,0                          | 2,8                          | 0,8                          | 1,8                          | 4,3                          | 6,9                          | 6,8                          | 7,2                          | 56,8                         |
| ---------------------------- | ---------------------------- | ---------------------------- | ---------------------------- | ---------------------------- | ---------------------------- | ---------------------------- | ---------------------------- | ---------------------------- | ---------------------------- | ---------------------------- | ---------------------------- | ---------------------------- | ---------------------------- |

## Галерея зображень
|        |
| Лагуна |

|      |
| Пляж |

|          |
| Яхт-клуб |